# سعیدبابا
سعیدبابا (انگلیسی: Saitbaba) یک شهرک در شهرستان گافوریسکی استان باشقیرستان کشور روسیه است.